# Charity Bank
Charity Bank (The Charity Bank Limited; с англ. — «благотворительный банк») — частный британский этический банк, одновременно зарегистрированный как благотворительная организация — первый и единственный в таком роде в Великобритании.

## Организация
Charity Bank основан в 2002 году для обеспечения дешёвыми кредитами благотворительных организаций и социальных предприятий.
На открытии банка присутствовал Гордон Браун.
Перед запуском банк провёл пилотный экспериментальный проект начиная с момента регистрации — 28 ноября 2001 года.
Штаб-квартира банка расположена в Тонбридже (Англия, Великобритания).
Первоначальный капитал поступил от благотворительных фондов и организаций.
На 28 ноября 2014 года основными владельцами являлись Big Society Capital (38,72 %) и Caf Nominees Ltd (35,278 %).
Остальные акции распределены между несколькими трастами, фондами и компаниями.
Работа банка организуется небольшим количеством сотрудников, на 2011 года их было 34.

## Деятельность
Charity Bank предоставляет кредиты благотворительным, общественным и некоммерческим организациям, а также организациям социального предпринимательства.
Размер одного займа варьируется от 50 тыс. до 2,5 млн фунтов стерлингов и он может быть предоставлен на срок до 25 лет.
Кредиты предоставляются за счёт собственных средств, а также вкладов юридических и физических лиц, которые могут отказаться от получения процентной ставки.

## Показатели деятельности
На 2011 год банк выдал кредитов на 175 млн фунтов стрелингов на проекты около 1 000 организаций, социальную выгоду от которых получило около 3,5 млн человек.
Опросы показывают, что более 70 % получивших деньги организаций считают, что без средств Charity Bank их проекты не могли быть реализованы.
За 2011 год кредитный портфель вырос на 20 % достигнув 55,6 млн фунтов стерлингов, депозиты, подросшие с той же скоростью, составили 65,6 млн фунтов стерлингов.
На начало 2015 года он лидировал в рейтинге этических банков Move Your Money с показателем 92 из 100, разделив первое место с Triodos Bank.